# Glazen brug van Zhangjiajie
De Glazen brug van Zhangjiajie (Chinees: 张家界大峡谷玻璃桥) ligt in Zhangjiajie in het noordwesten van de zuidelijke provincie Hunan, Volksrepubliek China. De brug is een belangrijke toeristische attractie vanwege de ligging en de deels glazen bodem. Op 20 augustus 2016 werd de brug voor het publiek geopend.
De hangbrug is 385 meter lang en minimaal zes meter breed. De brug bevindt zich 300 meter boven de grond. De brug ligt over een kloof tussen twee bergen in het Zhangjiajie National Forest Park. Op ieder moment mogen maximaal 800 bezoekers op de brug zijn en dagelijks komen er 8000 bezoekers. De brug is een ontwerp van de architect Haim Dotan.
De hangbrug heeft een stalen frame waarin 120 glazen panelen in de bodem zijn verwerkt. Het glas is 2 inch dik (circa 5 cm) en is getest met een last tot 40 ton. Aan het uiteinde van de brug staan vier pijlers, links en rechts, waaraan de kabels zijn bevestigd. De pijlers zijn bedekt met bomen en planten om ze op te laten gaan in de natuurlijke omgeving. Aan het begin en eind is de brug breder, zo’n 14 meter, en loopt in het midden naar binnen toe en is daar zo’n 6 meter breed.